# アレクセイ・ホミャコーフ

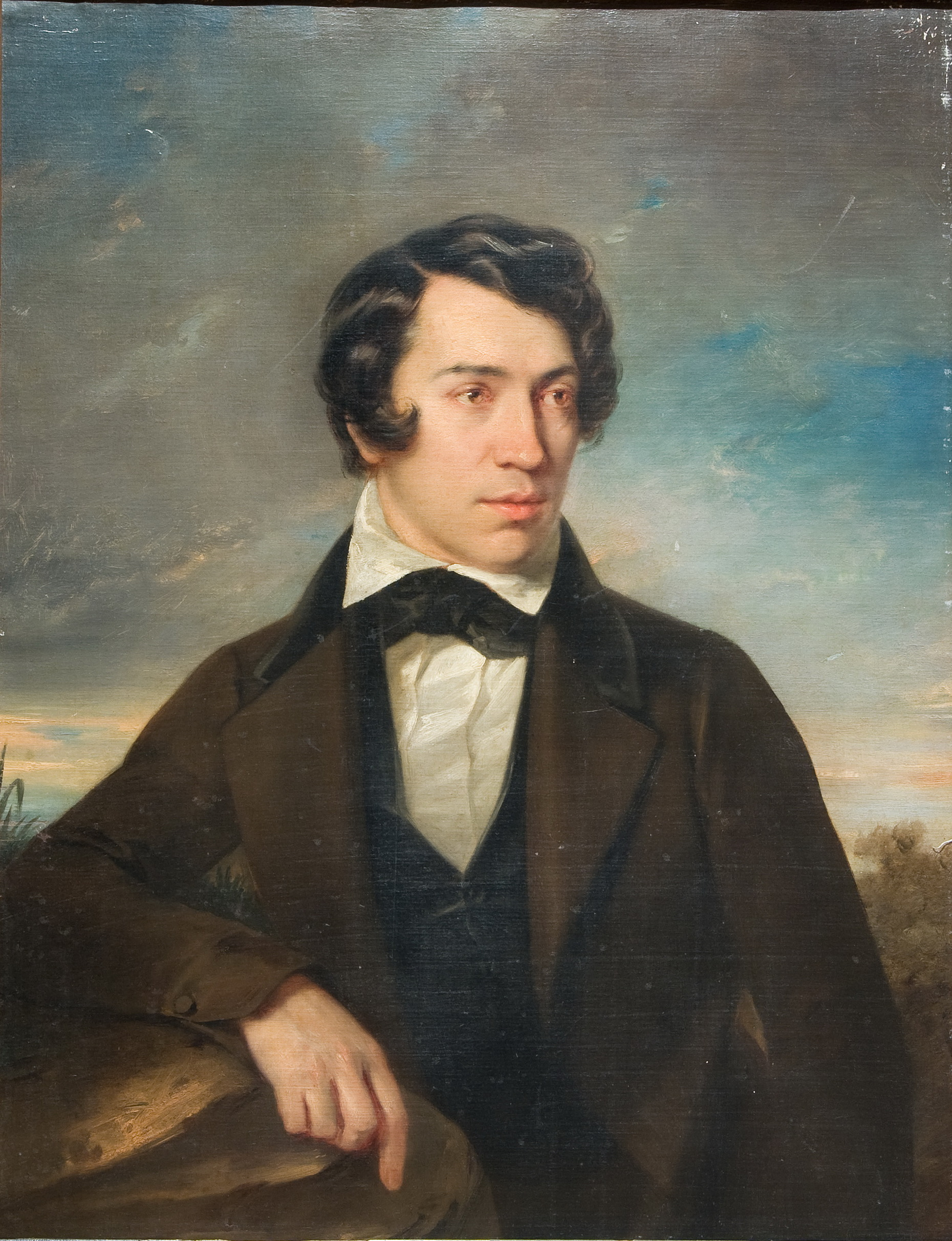
アレクセイ・ホミャコーフ（1842年）

アレクセイ・ステパノヴィチ・ホミャコーフ (ロシア語: Алексей Степанович Хомяков, Aleksey Stepanovich Khomyakov, 1804年5月1日 – 1860年9月23日もしくは9月25日) はスラブ派の論客として知られる、ロシアの詩人・批評家・神学者・哲学者。モスクワを中心に活躍した。

## 生涯
大地主で、モスクワ大学物理数学部卒業後、論文『古きものと新しきものについて(O starom i novom )』(1839年)を書き、スラヴ派の哲学を初めてロシアで展開。また、『曙(K zare )』(1827年)、『霊感(Vdokhnovenie )』(1828年)などロマン主義的・宗教的な叙事詩も残している。
ホミャコーフの全生涯はモスクワを中心に送られている。彼はこの「千の丸屋根を持つ街（モスクワ）」を、ロシア的生活の縮図と捉えた。地主としても保守思想家としても成功したが、全生涯を通じて出版は僅かなものとなっている。著作は死後友人達・弟子たちによって出版されたが、ロシア正教会、俗人哲学者達に深甚な影響を与えた。影響を受けた人々の中には、フョードル・ドストエフスキー、コンスタンチン・ポベドノスツェフ、ウラジーミル・ソロヴィヨフらがいる。
ホミャコーフにとっては、社会主義も資本主義も等しく西方の頽廃の不快な所産であった。西方は協調を犠牲にして競争を強いることで人間精神の諸問題を解決する事に失敗したとする。彼の言葉によれば「ローマ（カトリック教会）は自由を犠牲にして統一を維持し、プロテスタントは自由を得たが統一を失った」。さらにホミャコフはヘーゲル哲学は正教と相容れないことを説いて、サマーリンに論を改めさせたという。
ホミャコーフ自身の理想は術語『ソボールノスチ』（sobornost）を中心に展開している。この語彙は古代教会スラヴ語においてニカイア信条にみられる「カトリック（公なる）」に相当するものであり、大まかには「連帯感」「調和」とも訳せる。ホミャコーフはオーブシナ（ミール、obshchina）というロシアの農村共同体にソボールノスチの完璧な例を観ており、ロシアの農民についてその謙遜さゆえに称賛した。
ホミャコーフはコレラで永眠。彼が手当てしようとしていた農民から感染したものであった。

## 著作

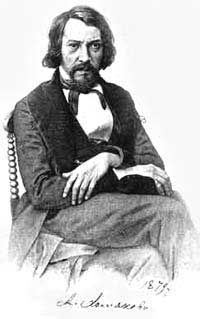
アレクセイ・ホミャコーフ

- Полное собранiе сочиненiй. Томъ I-VIII. Москва, 1900-1914.

## 伝記
- Lea B.Virághalmy: A homjakovi ekkléziológia szókincsének szemantikai elemzése. Budapest, 2002.
- Antonella Cavazza: A. S. Chomjakov. Opinione di un russo sugli stranieri. Bologna, 1997.
- Albert Gratieux: A.S. Khomiakov et le Mouvement Slavophile (In: Unam Sanctam 5-6) Paris, 1939.
- Georgio Paša: Homjakovi doctrina de Ecclesia. Excerpta ex dissertatione ad lauream in facultate Theologica Pontificiae Universitatis Gregorianae. Zagrebiae, 1943. 38 p.
- Peter Plank: Parapolimena zur Ekklesiologie A. S. Chomjakovs (In: Ostkirchliche Studien, Würzburg, 1980. pp.3-29)
- John S. Romanides: Orthodox Ecclesiology According to Alexis Khomiakov (In: The Greek Orthodox Theological Review 1956/II.1 pp.57-73.)
- Bernhard Schultze S.J.: Chomjakows Lehre über die Eucharistie (In: Orientalia Christiana Periodica. Vol.XIV. N0 I-II) Roma, 1948. pp.138-161.
- Ernst Christoph Suttner: Offenbarung, Gnade und Kirche bei A.S. Chomjakov. (In: Das östliche Christentum. Neue Folge 20) Würzburg, 1967. 200 p.
- Jurij Samarin: Préface aux oeuvres théologiques de A.S. Khomiakov. (In: Unam Sanctam 7) Paris, 1939. 95 p.
- Marcin Ks. Wojciechowski: Nieomylosc Kosciola Chrystusowego wedlug A. Chomiakowa i jego zwolenników. Lublin, 1938. 187 p.
- ed. Vladimir Tsurikov, A.S. Khomiakov: Poet, Philosopher, Theologian, Jordanville, 2004. 206 p.